# Clepsydre
 (novembre 2008).
Si vous disposez d'ouvrages ou d'articles de référence ou si vous connaissez des sites web de qualité traitant du thème abordé ici, merci de compléter l'article en donnant les références utiles à sa vérifiabilité et en les liant à la section « Notes et références ».

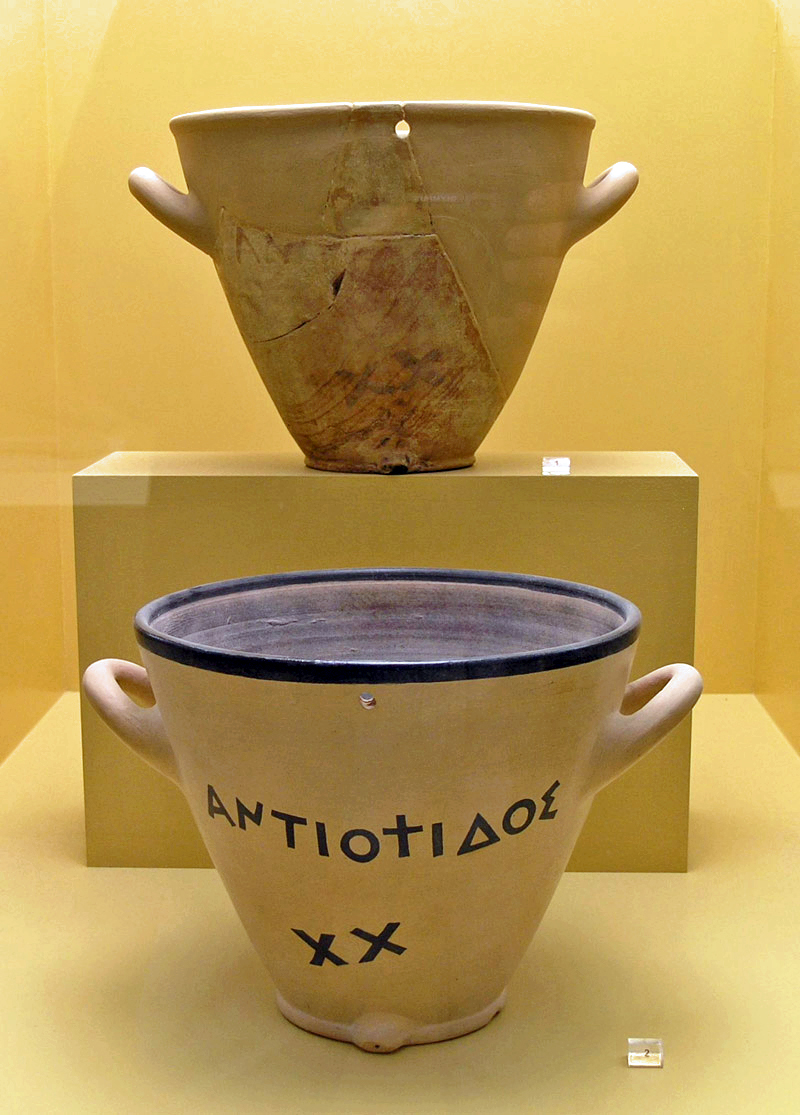
Clepsydre athénienne reconstituée, Musée de l'Agora antique d'Athènes.

À l'origine, la clepsydre est un instrument à eau qui permet de définir la durée d'un événement, la durée d'un discours par exemple. On contraint la durée de l’événement au temps de vidage d'un récipient contenant de l'eau qui s'écoule par un petit orifice. Dans les domaines oratoire et judiciaire, l'orateur doit s'arrêter de parler quand le récipient a fini de se vider. La durée visualisée par ce moyen est indépendante d'un débit régulier du liquide ; le récipient peut avoir n'importe quelle forme. L'instrument n'est donc pas une horloge hydraulique.

## Étymologie

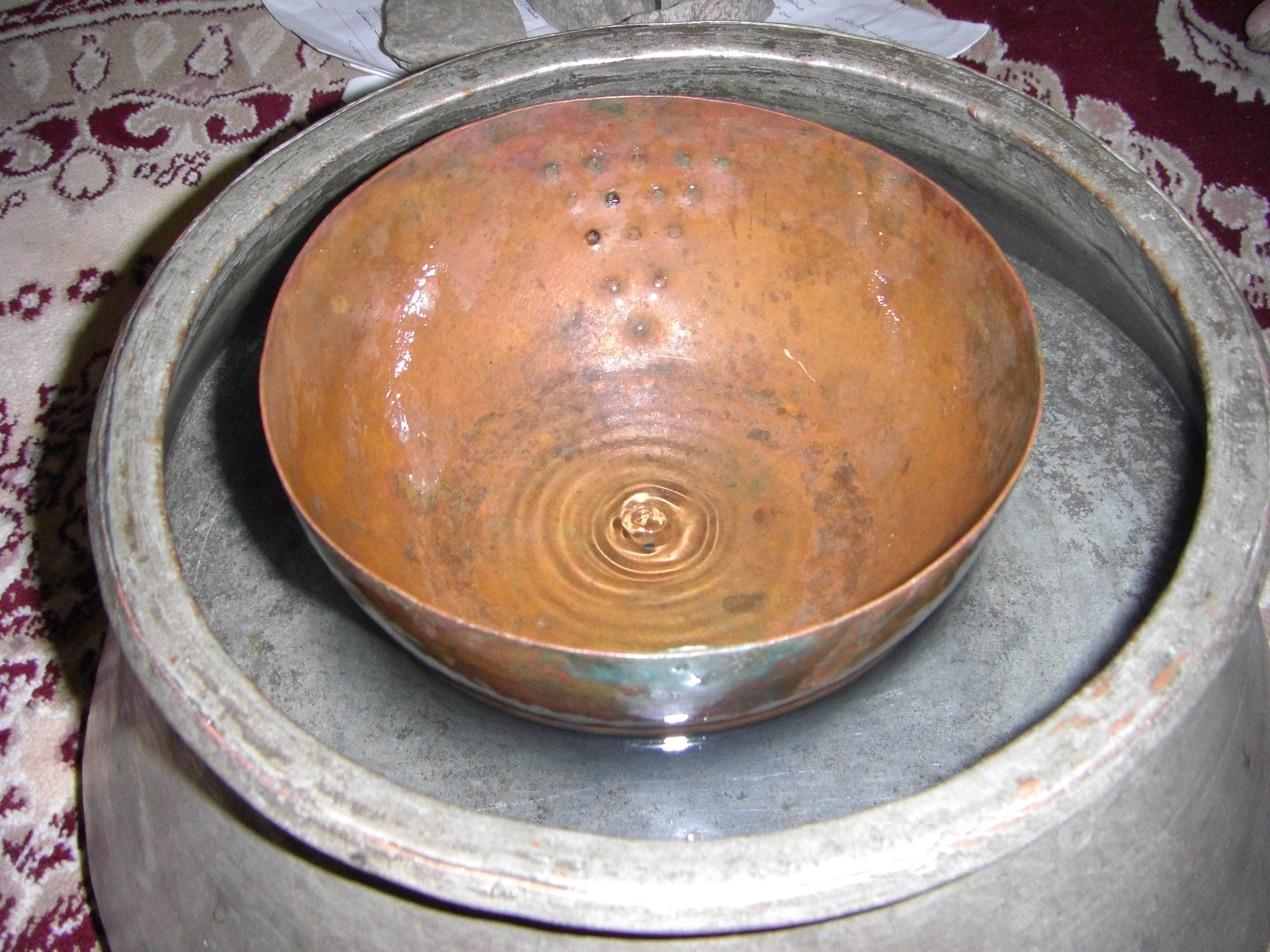
Ancienne clepsydre perse.

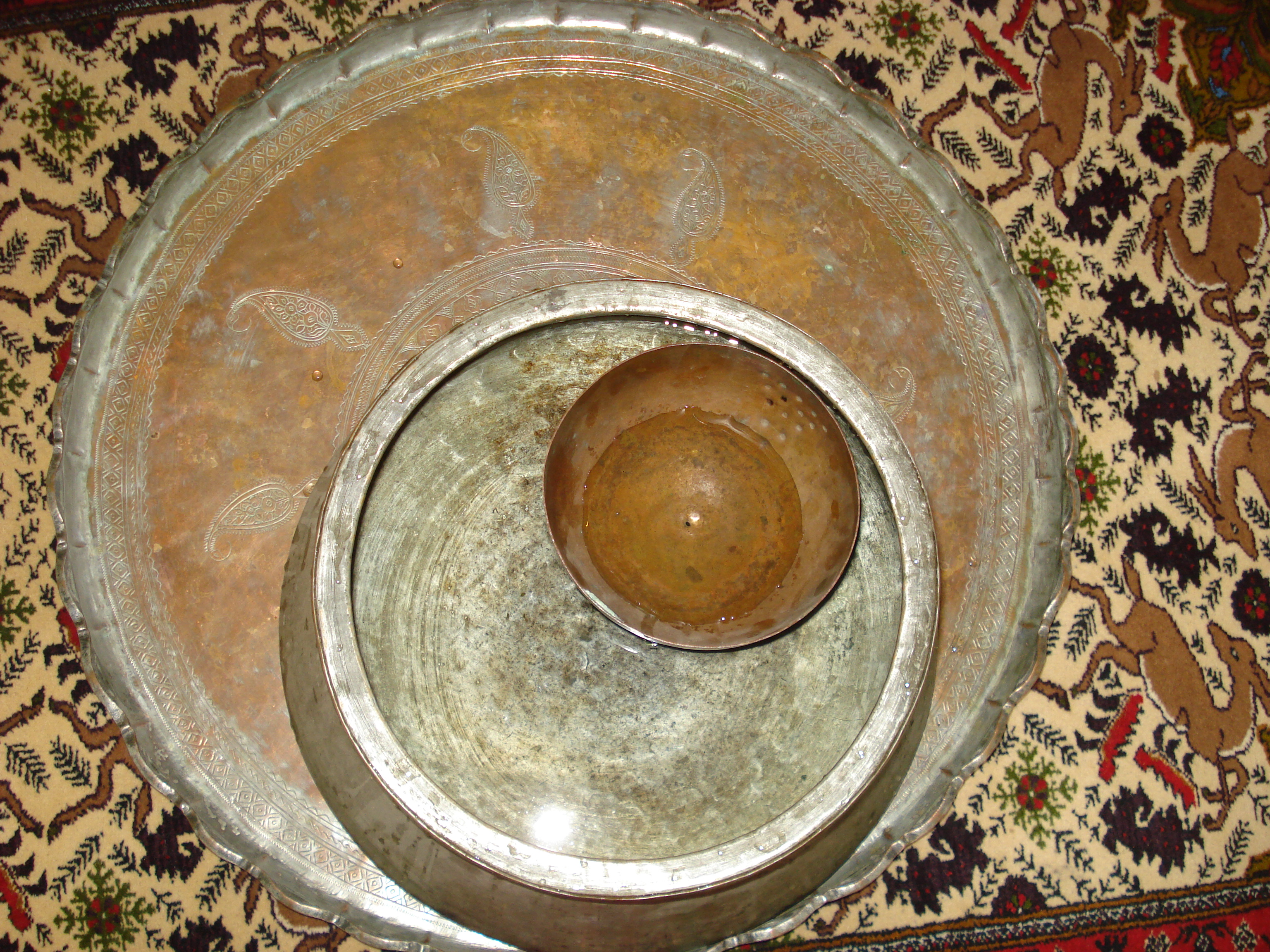
Ancienne clepsydre perse.

Le mot clepsydre provient du grec κλεψύδρα / klepsýdra (de κλέπτω / kléptô, « voler », et ὕδριος / húdrios, « d’eau, aqueux », dérivé de ὕδρω / iδro, « eau »), par le latin clepsydra.
Il est associé à deux sources grecques :
- à Messène, la source de Clepsydre[3], dont l'eau alimentait la fontaine Arsinoé[4],[5] ;
- à Athènes, sous l'acropole, la fontaine Clepsydre[6].

## Origine
La plus ancienne clepsydre que l'on connaisse a été découverte à Karnak en 1904. Datée du règne d’Aménophis III, vers -1400, elle se trouve aujourd'hui exposée au musée égyptien du Caire. Elle est constituée d'un simple bol conique pourvu d'un orifice à la base, servant à l'écoulement de l'eau. La mesure du temps se faisait sur des graduations lisibles à l'intérieur du bol. On estime que les premières clepsydres ont été créées en Égypte vers -1600. Ce type de clepsydre à remplissage unique offrait une précision de l'ordre de 5 à 10 minutes[réf. nécessaire].
Ce sont les Grecs qui améliorèrent la précision de la clepsydre vers 270 av. J.-C. En raison de la baisse du niveau de l'eau, la pression à la sortie du bol se réduisait et le débit avec elle. Cela occasionnait une perte de précision. Les Égyptiens remédièrent à cela en graduant en conséquence les bols en fonction du niveau. Ils avaient également utilisé des bols en forme de cône, pour atténuer le problème de la pression. Mais la précision n'était toujours pas suffisante. Pour maintenir la précision, il faut que le débit en sortie soit constant. Plusieurs solutions techniques ont été apportées : l'inventeur grec Ctésibios imagina un système utilisant le principe des vases communicants et de la soupape. On utilisa aussi une méthode consistant à réduire progressivement la surface de la clepsydre (en pyramide inversée par exemple) pour avoir un profil de débit constant ; une troisième méthode fut l'utilisation d'un vase de Mariotte. Ces méthodes permettent d'obtenir un débit constant et ainsi augmenter la précision de cette horloge à eau.
Les clepsydres les plus perfectionnées ont été réalisées par les Perses et les Chinois. En 807, le calife de Bagdad Haroun ar-Rachid offrit à Charlemagne une clepsydre mettant en branle des automates. Ce genre de clepsydre avait une vocation décorative plus qu'utilitaire. Et en 1088, l'ingénieur Su Song fit construire une clepsydre de plus de 10 mètres de haut à Kaifeng, Chine.

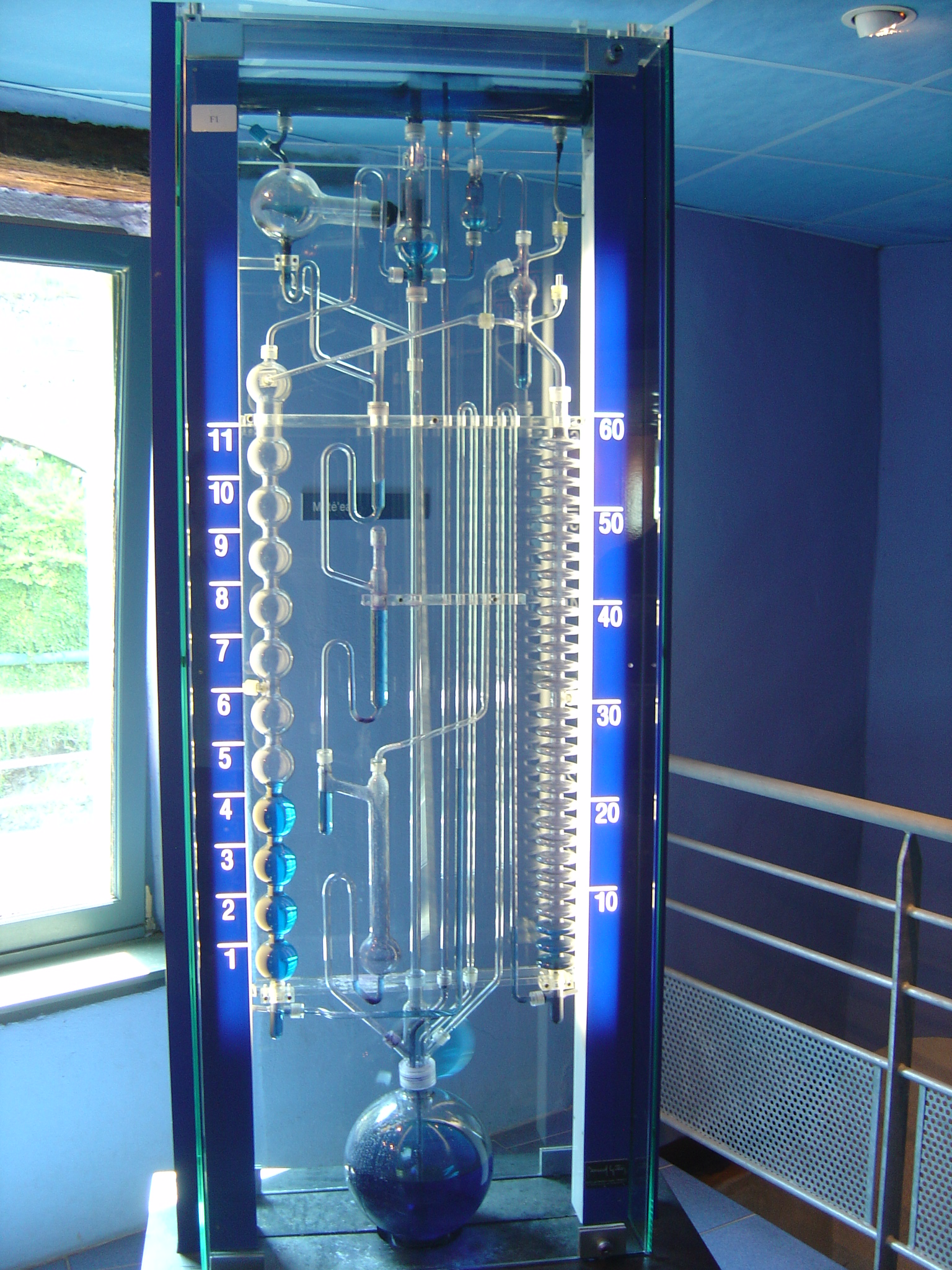
Clepsydre moderne, musée Noria, l'espace de l'eau (Saint-Jean-du-Bruel).

## Utilisations
La clepsydre fut utilisée pour mesurer de courtes périodes, comme :
- la durée d’un discours ou d’une plaidoirie en Grèce ;
- les durées des gardes dans la légion romaine ;
- la durée de moments courts lors d’expériences, comme celle de Galilée en 1610 sur la chute des corps.

La clepsydre fut aussi utilisée pour mesurer le temps lorsqu’il faisait nuit, ou lorsque les conditions météorologiques ne permettaient pas l’utilisation des cadrans solaires.

## Principe
La clepsydre fonctionne sur le même principe que le sablier. C'est l'écoulement d'une quantité d'eau qui fixe la durée écoulée. La mise en équation des clepsydres utilise la mécanique des fluides classique et plus particulièrement la formule de Torricelli, mais les anciens ne disposaient pas de ces outils théoriques et ne pouvaient que se baser sur leurs observations.
Les premières clepsydres se présentent sous la forme d'un simple bol gradué, avec un trou au point le plus bas permettant l'écoulement de l'eau. La quantité d'eau restant dans le bol mesure le temps écoulé depuis son remplissage. 
Le principal problème est qu'au fur et à mesure que le bol se vide, le débit de l'écoulement devient plus faible, car la pression engendrée par une hauteur d'eau diminue en même temps que le récipient se vide. La quantité d'eau écoulée pour une même durée est donc différente lorsque le bol est plein et lorsqu'il est presque vide, ce qui pose des problèmes d'exactitude.
Les Égyptiens ont en partie remédié à cela en utilisant des bols en forme de cône, et en modifiant les graduations en conséquence. 
Une deuxième amélioration (sur le plan de la précision) a été d'utiliser deux réservoirs au lieu d'un seul : le premier se vide lentement dans le second nettement plus petit, et on mesure le temps par le remplissage du second récipient. Cela permet d'avoir un débit qui varie peu car le niveau de l'eau baisse peu dans le premier réservoir pendant le remplissage du second. 

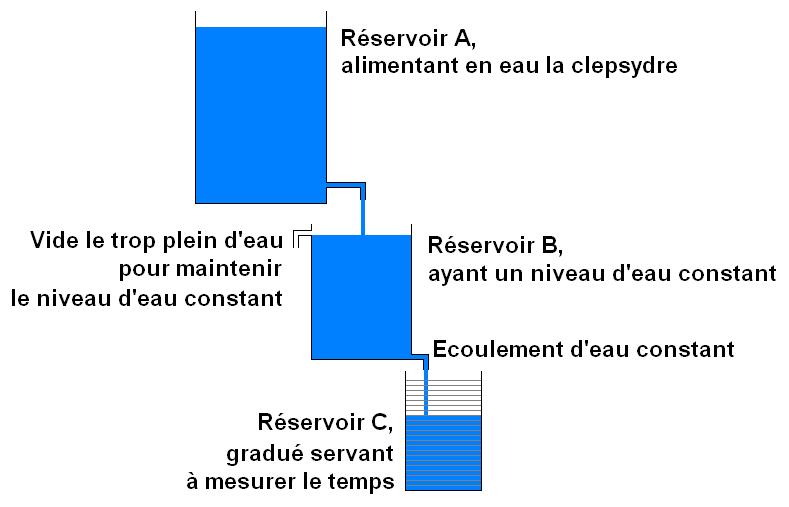
Principe de la clepsydre de Ctésibios.

Enfin Ctésibios trouva le moyen de maintenir le niveau d'eau constant dans le premier réservoir (B sur l'illustration), en l'alimentant avec un peu plus d'eau qu'il en perd et en lui ajoutant un trou près du sommet pour évacuer le surplus (techniquement c'est une soupape). L'alimentation est fournie par un réservoir encore plus grand (A sur l'illustration). C'est en observant le niveau de remplissage du dernier vase (C sur l'illustration), gradué, que l'on détermine le temps écoulé.
Malgré cette amélioration notable, de telles horloges restent peu précises. Plusieurs facteurs peuvent influer sur la durée mesurée, comme :
- la pression atmosphérique ;
- la température de l'eau ;
- les impuretés et salissures dans l'eau (dont le développement d'algues ou de biofilm), modifiant sa viscosité ou obstruant les orifices et tuyaux.

De plus, la fabrication d'une clepsydre demande une grande précision, notamment sur la réalisation du réservoir.